# Marieby socken
Marieby socken i Jämtland är sedan 1971 en del av Östersunds kommun och motsvarar från 2016 Marieby distrikt.
Socknens areal är 46,50 kvadratkilometer, varav 39,50 land. År 2000 fanns här 505 invånare. Tätorten och kyrkbyn Marieby med sockenkyrkan Marieby kyrka ligger i socknen.

## Administrativ historik
Marieby socken har medeltida ursprung. 
Vid kommunreformen 1862 överfördes ansvaret för de kyrkliga frågorna till Marieby församling och för de borgerliga frågorna till Marieby landskommun. Landskommunen inkorporerades 1952 i Brunflo landskommun som 1971 uppgick i Östersunds kommun.
1 januari 2016 inrättades distriktet Marieby, med samma omfattning som församlingen hade 1999/2000.
Socknen har tillhört fögderier, tingslag och domsagor enligt vad som beskrivs i artikeln Jämtland. De indelta soldaterna tillhörde Jämtlands fältjägarregemente och Jämtlands hästjägarkår.

## Geografi
Marieby socken ligger söder om Östersund vid sydvästra sidan av Storsjöns Brunflovik. Socknen har odlingsbygd vid sjön och omges av skogs- och myrmarker med gammalt fäbodland.

## Fornlämningar
Vid sidan av några fossila åkrar finns inga noterade fornlämningar i socknen.

## Namnet
Namnet (1528 Mariby) förefaller innehålla namnet Maria med syftning att kyrkan kanske varit vigd åt Maria, men denna tolkning är oviss.
Namnet skrevs på 1600-talet Marby.

## Befolkningsutveckling
| Befolkningsutvecklingen i Marieby socken 1750–1990                                                       | Befolkningsutvecklingen i Marieby socken 1750–1990 | Befolkningsutvecklingen i Marieby socken 1750–1990 | Befolkningsutvecklingen i Marieby socken 1750–1990 | Befolkningsutvecklingen i Marieby socken 1750–1990 |
| --- | -------------------------------------------------- | -------------------------------------------------- | -------------------------------------------------- | -------------------------------------------------- |
| |                                                    |                                                    |                                                    |                                                    |
| År |                                                    |                                                    | Folkmängd                                          |                                                    |
| 1750 | 1750                                               |                                                    | 193                                                |                                                    |
| 1760 | 1760                                               |                                                    | 211                                                |                                                    |
| 1769 | 1769                                               |                                                    | 177                                                |                                                    |
| 1780 | 1780                                               |                                                    | 224                                                |                                                    |
| 1810 | 1810                                               |                                                    | 273                                                |                                                    |
| 1820 | 1820                                               |                                                    | 293                                                |                                                    |
| 1830 | 1830                                               |                                                    | 360                                                |                                                    |
| 1840 | 1840                                               |                                                    | 334                                                |                                                    |
| 1850 | 1850                                               |                                                    | 358                                                |                                                    |
| 1860 | 1860                                               |                                                    | 424                                                |                                                    |
| 1870 | 1870                                               |                                                    | 425                                                |                                                    |
| 1880 | 1880                                               |                                                    | 474                                                |                                                    |
| 1890 | 1890                                               |                                                    | 566                                                |                                                    |
| 1900 | 1900                                               |                                                    | 591                                                |                                                    |
| 1910 | 1910                                               |                                                    | 624                                                |                                                    |
| 1920 | 1920                                               |                                                    | 587                                                |                                                    |
| 1930 | 1930                                               |                                                    | 557                                                |                                                    |
| 1940 | 1940                                               |                                                    | 553                                                |                                                    |
| 1950 | 1950                                               |                                                    | 550                                                |                                                    |
| 1960 | 1960                                               |                                                    | 530                                                |                                                    |
| 1970 | 1970                                               |                                                    | 434                                                |                                                    |
| 1980 | 1980                                               |                                                    | 433                                                |                                                    |
| 1990 | 1990                                               |                                                    | 465                                                |                                                    |
| Anm: Källor: Umeå universitet - Tabellverket 1749-1859, Demografiska databasen, CEDAR, Umeå universitet. |                                                    |                                                    |                                                    |                                                    |